# Pol Monen
Pol Montañés Enrich (Barcelona, 22 de juliol de 1994), més conegut com a Pol Monen, és un actor barceloní que va saltar a la fama pel seu paper de Carlos a Amar, pel·lícula per la qual va ser nominat a millor actor revelació als Premis Goya.

## Filmografia

### Cinema
- Stoyan (2021). Llargmetratge de Roberto Ruiz Céspedes.
- Con quién viajas (2020). Llargmetratge Hugo Martín Cuervo.
- El practicante (2020). Llargmetratge de Carles Torras.
- Salir del ropero (2019). Llargmetratge d'Ángeles Reiné. Personatge: Said (secundari).
- ¿A quién te llevarías a una isla desierta? (2019). Llargmetratge de Jota Linares. Personatge: Eze (protagonista).
- Tu hijo (2018). Llargmetratge de Miguel Ángel Vivas. Personatge: Marcos (secundari).
- Amar (2017). Llargmetratge d'Esteban Crespo. Personatge: Carlos (protagonista).
- Pasaje al amanecer (2016). Llargmetratge d'Andreu Castro. Personatge: Camello (secundari).
- Miércoles, jueves, sábado (2015). Curtmetratge de Carlota Serarols i Jonathan Fernández. Personatge: Joel (protagonista).
- Els nens salvatges (2012). Llargmetratge de Patricia Ferreira. Personatge: Amic d'Àlex (de repartiment).
- Elisa K (2010). Llargmetratge de Judith Colell i Jordi Cadena. Personatge: Germà (de reparto).
- La mala educación (2004). Llargmetratge de Pedro Almodóvar (no acreditat).

### Televisió
| Any  | Sèrie                  | Personatge             | Canal                   | Notes      |
| ---- | ---------------------- | ---------------------- | ----------------------- | ---------- |
| 2005 | El cor de la ciutat    |                        | TV3                     | 1 episodi  |
| 2006 | El asesino del parking | Carlos                 | Telecinco               | Telefilm   |
| 2013 | The Avatars            | Eric                   | Disney Channel          | 2 episodis |
| 2013 | Isabel                 | Príncep Alfons         | TVE                     | 1 episodi  |
| 2016 | Nit i dia              | Pep                    | TV3                     | 2 episodis |
| 2016 | Lost in the West       | Purple Hatter          | Nickelodeon             | 2 episodis |
| 2017 | Reinas                 | Horseman               | TVE i BBC               | 1 episodi  |
| 2018 | Vivir sin permiso      | Exprés                 | Telecinco               | 3 episodis |
| 2018 | Bajo la red            | David Torres           | Playz                   | 6 episodis |
| 2019 | La reina del sur 2     | Juan                   | Telemundo i Netflix     | 7 episodis |
| 2020 | Campamento Albanta     | Abel                   | Flooxer                 | 6 episodis |
| 2020 | Desaparecidos          | Germán Fernández Marín | Telecinco i Prime Video | 1 episodi  |

### Altres
- Protagonitza el videoclip d'Ataraxia de La Casa Azul

## Premis i nominacions
Premis Goya
| Any  | Categoria              | Pel·lícula | Resultat |
| ---- | ---------------------- | ---------- | -------- |
| 2018 | Millor actor revelació | Amar       | Nominat  |

Medalles del Cercle d'Escriptors Cinematogràfics
| Any  | Categoria              | Pel·lícula | Resultat |
| ---- | ---------------------- | ---------- | -------- |
| 2018 | Millor actor revelació | Amar       | Nominat  |

Festival Cinema Jove
| Any  | Categoria                | Resultat  |
| ---- | ------------------------ | --------- |
| 2019 | Premi Un futur de Cinema | Guanyador |